# Portugiesische Billie-Jean-King-Cup-Mannschaft
Die portugiesische Billie-Jean-King-Cup-Mannschaft ist die Tennisnationalmannschaft von Portugal, die im Billie Jean King Cup eingesetzt wird. Der Billie Jean King Cup (bis 1995 Federation Cup) ist der wichtigste Wettbewerb für Nationalmannschaften im Damentennis, analog dem Davis Cup bei den Herren. Sie wird vom portugiesischen Tennisverband betreut, der Federação Portuguesa de Ténis.

## Geschichte
Erstmals am Billie Jean King Cup teilgenommen hat ein portugiesisches Team 1968. Das bisher beste Abschneiden gelang der Nation in den Jahren 1998, 2012, 2013 mit der Zugehörigkeit zur Gruppe I.

## Teamchefs (unvollständig)
- Pedro Cordeiro, 2008–2013
- Andre Lopes, 2014–2015
- Neuza Silva, seit 2016

## Bekannte Spielerinnen der Mannschaft
- Michelle Larcher de Brito